# Thaumantis albocostalis
Thaumantis albocostalis är en fjärilsart som beskrevs av Hans Fruhstorfer 1911. Thaumantis albocostalis ingår i släktet Thaumantis och familjen praktfjärilar. Inga underarter finns listade i Catalogue of Life.